# Шенкурск
Шенкурск (на руски: Шенкурск) е град в Русия, административен център на Шенкурски район, Архангелска област. Населението на града към 1 януари 2018 година е 4772 души.